# Egon Balsby
Egon Balsby (født 16. juni 1950, død 26. april 2011 i Mombasa i Kenya) var en dansk journalist og forfatter.
Egon Balsby blev uddannet som journalist ved Dagbladet Ringsted, og har blandt andet været ansat ved Berlingske Tidende, på Jyllands-Posten, Euroman, Weekendavisen og DR P1's Mennesker og medier. Balsby arbejdede senest som freelance, og er bl.a. kendt for sine kradse kommentarer i Berlingske Tidendes klumme Groft Sagt. Han har også fungeret som kommentator og skribent ved Børsens Nyhedsmagasin.
Balsby har sammen med den danske fodboldspiller, Peter Schmeichel, skrevet en biografi om denne i 1999, ligesom han i 2002 udgav en bog om kunstneren Leif Sylvester Petersen.
I 2005 flyttede han til Singapore og senere til Mombasa i Kenya, hvor han var bosiddende til sin død.